# Leworęczność

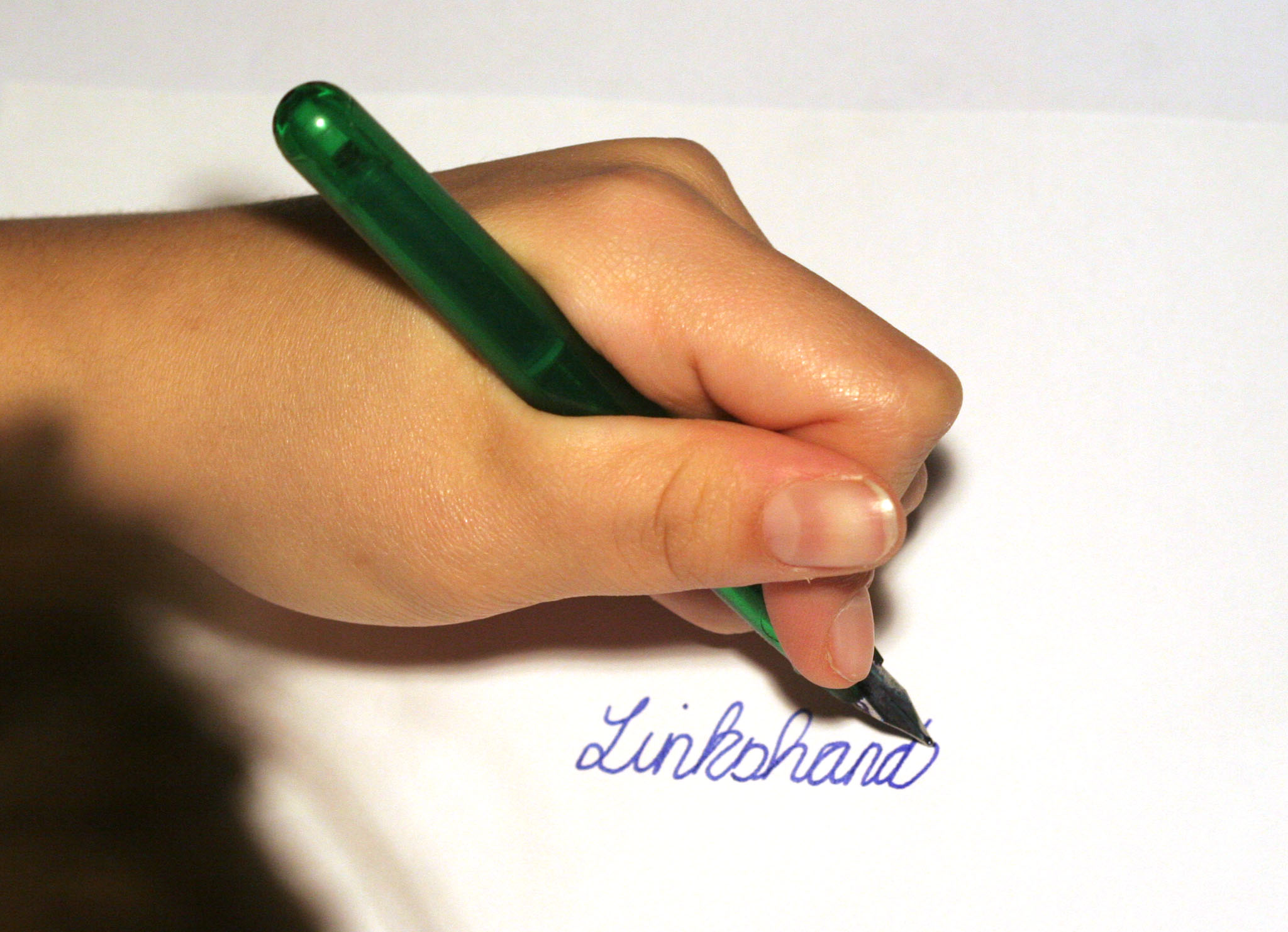
Osoba pisząca słowo „Linkshänder” (niem. „leworęczny”) lewą ręką

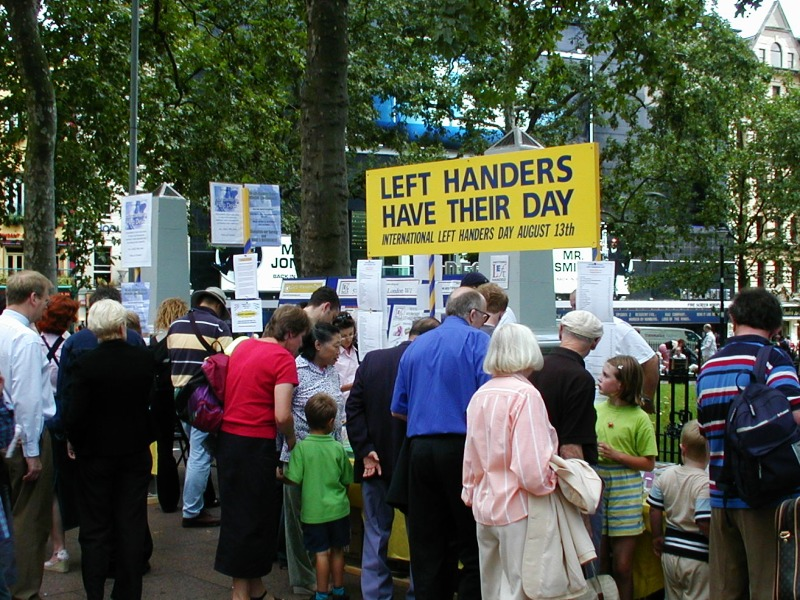
Obchody dnia leworęcznych w Londynie w 2002 r.

Leworęczność, dawniej mańkuctwo – preferencja wyboru lewej dłoni, wykazującej wyższą funkcjonalność i sprawność niż prawa. Około 8–15% ludności jest leworęczna. W odróżnieniu od praworęcznych używają lewej dłoni do pisania, rysowania, jedzenia i czynności wymagających precyzji. Prawa ręka służy im jako „uchwyt”, pełniący funkcję pomocniczą np. podczas dźwigania ciężkich przedmiotów lub podawania ich do sprawniejszej dłoni. Tendencja do leworęczności pojawia się w niemowlęctwie i utrwala do około 2. roku życia.
Od 1992 roku leworęczni obchodzą 13 sierpnia swoje święto – Międzynarodowy Dzień Osób Leworęcznych.
Leworęczność wynika z silniejszego rozwoju prawej półkuli mózgu, co objawia się nie tylko w częstszym używaniu lewej ręki, lecz także w lepszym i sprawniejszym funkcjonowaniu całej lewej strony ciała. Pokrewnymi zjawiskami, również związanymi z lateralizacją mózgu, są: „lewonożność”, „lewooczność” (oko dominujące), „lewouszność”.

## Dane statystyczne

### Prehistoria

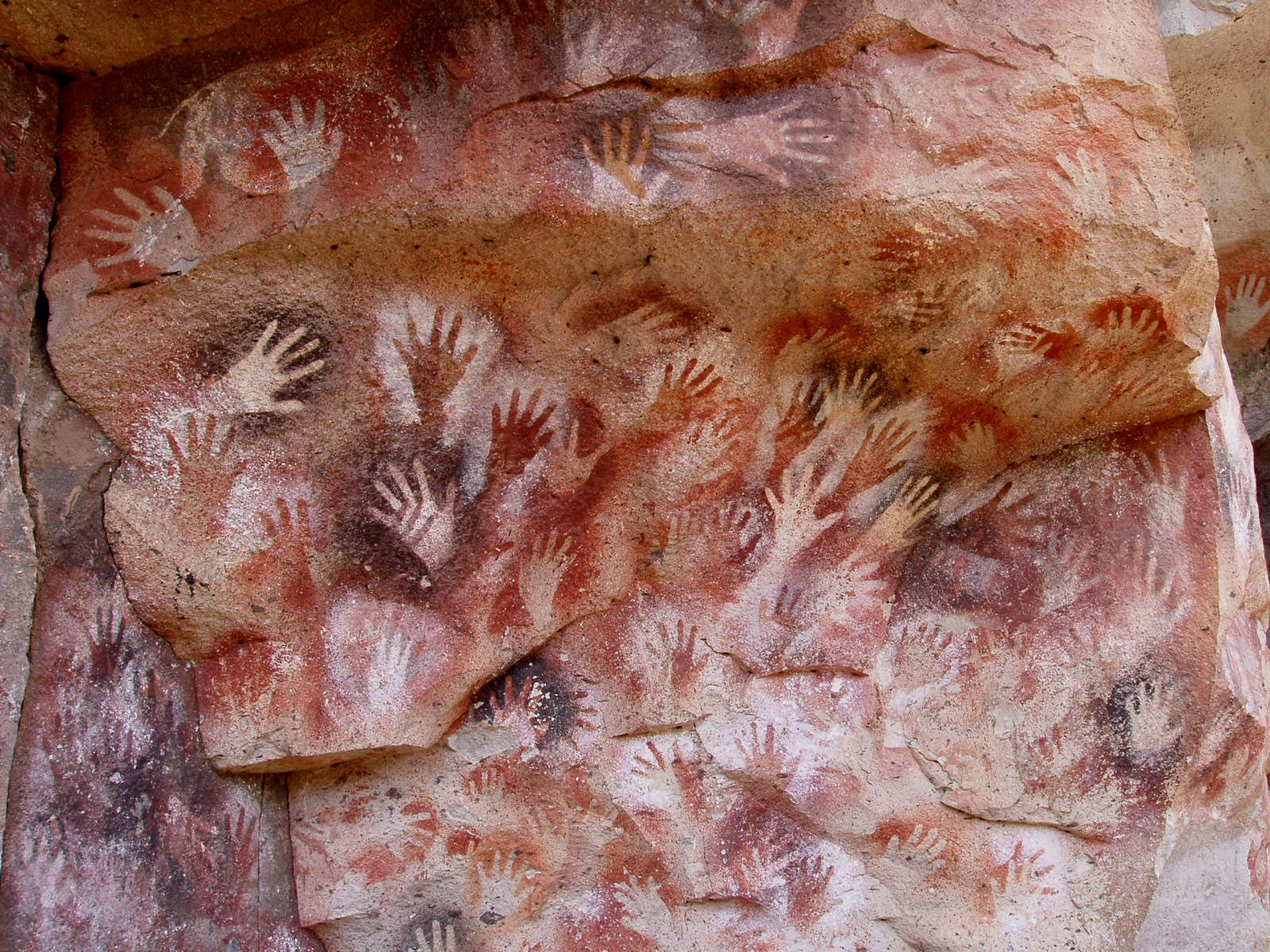
Rysunki w jaskiniach Cueva de las Manos.

Leworęczność występowała u praludzi. Część narzędzi krzemiennych została wykonana w sposób dostosowany do chwytania lewą dłonią. W jaskiniach Cueva de las Manos w Argentynie, powstałych około 9–13 tysięcy lat temu, znajdują się rysunki ludzkich dłoni, z czego blisko 90% przedstawia lewą. Zakłada się, że odpowiada to ręczności osób wykonujących obrazy, z których znacząca większość była praworęczna i tej dłoni używała do wykonania obrysu oraz naniesienia farby. Dlatego szacuje się, że rozkład statystyczny preferowanej ręczności w prehistorii był podobny do współczesnego.
Z badań rysunków wykonanych w jaskiniach kromaniończyków wynika, że około 10% przedstawicieli homo sapiens fossilis preferowało lewą rękę. 7–8% dzieł sztuki powstałych pomiędzy 3000 lat p.n.e. a 1950 r. n.e. zostało wykonane przez osoby leworęczne.

### Współczesność
Obecnie w krajach europejskich około 10% do 15% populacji wykazuje cechy leworęczności. W niektórych społeczeństwach odsetek osób leworęcznych jest znacznie niższy z powodu czynników kulturowych i negatywnego stosunku do zjawiska, wyrażającego się w wywieraniu nacisków na zmianę ręczności u dzieci. Przykładem mogą być Japonia i Chiny, gdzie przywiązuje się duże znaczenie do kaligrafii i pisania prawą ręką.
Statystycznie najmniej osób leworęcznych mieszka w krajach islamskich, gdzie z powodów religijnych używanie lewej ręki zarezerwowane jest do czynności nieczystych. W Turcji leworęczni stanowią zaledwie 2,6% populacji. Najwyższy odsetek leworęcznych występuje u Inuitów (około 20%) oraz u Izraelczyków.
W społecznościach postrzegających leworęczność przez pryzmat rytualny lub magiczny, notuje się wyraźne zmniejszenie liczby leworęcznych w stosunku do średniej z całej populacji. W niektórych krajach zjawisko było regulowane prawnie, np. w Albanii, gdzie aż do upadku komunizmu zakazano leworęczności, traktując ją jako działanie nielegalne.

## Przyczyny leworęczności
Leworęczność jest uwarunkowana przez czynniki genetyczne i kulturowe. Prawdopodobieństwo jej wystąpienia u dziecka obojga leworęcznych rodziców wynosi 46% i zaledwie 2%, kiedy rodzice są praworęczni.
Leworęczność w niewielkim stopniu jest sprzężona z płcią. U mężczyzn występuje częściej, przy czym różnica ta nie przekracza 3%. Czynniki genetyczne nie są jedynym warunkiem ręczności. 20% par bliźniąt jednojajowych wykazuje w tej materii różnice (jedno dziecko jest praworęczne, a drugie leworęczne).

## Diagnoza
Preferencje ręczności występują już w życiu płodowym. Z badań ultrasonograficznych kobiet w ciąży wynika, że u 90% płodów zaobserwowano preferowanie ssania kciuka prawej dłoni.
Wczesna diagnoza leworęczności opiera się na obserwacjach, zazwyczaj poczynionych przez rodziców lub opiekunów. Dzieci między trzecim a szóstym miesiącem życia zazwyczaj wyciągają do przedmiotów obie dłonie. Jednocześnie pomiędzy czwartym a szóstym miesiącem wykształca się chwyt jednoręczny. Wówczas można już zauważyć, którą dłoń preferuje dziecko. Podobne wnioski można wyprowadzić z obserwacji wyboru dłoni, za pomocą której dzieci wskazują przedmioty palcem. Około drugiego roku życia lateralizacja jest już wyraźnie widoczna i utrwala się w kolejnych latach.
W diagnozie leworęczności u dzieci wykorzystuje się kwestionariusz Annett oraz kwestionariusz Oldfield (zwany Edynburgskim) oraz tak zwane testy wykonaniowe, badające sprawność dłoni i spontaniczny wybór preferowanej ręki.

## Historia badań i postrzeganie leworęczności u dzieci

### Do 1983 roku
Do lat osiemdziesiątych XX wieku leworęczność u dzieci bywała traktowana jak forma zaburzenia, wymagająca korekty ze strony rodziców i pedagogów. Powszechnymi praktykami na etapie edukacji przedszkolnej i szkolnej była próba „przestawienia” dziecka leworęcznego, wyrażona naciskami na rysowanie i pisanie prawą ręką, wbrew naturalnym preferencjom. Presja wpływała niekorzystnie nie tylko na naukę pisania, ale również na szeroko rozumiany rozwój i zdrowie. Z badań przeprowadzonych przez Miloša Sovaka w latach sześćdziesiątych wynika, że u leworęcznych dzieci, zmuszanych do pisania prawą dłonią, zaobserwowano: niechęć do szkoły, pogorszenie wyników, spadek zainteresowania nauką oraz zaburzenia nerwicowe, w tym: jąkanie, tiki i niepokój ruchowy.
Negatywne postrzeganie leworęczności wywodziło się z koncepcji Samuela Ortona, pioniera badań nad trudnościami w uczeniu się. W latach trzydziestych XX wieku Orton analizował zależności pomiędzy kłopotami w nauce, a dominacjami półkul mózgowych. Traktował leworęczność jak defekt, wymagający korekty. Wiązał go z brakiem uzdolnień. Jego pogląd miał wpływ na pedagogikę aż do 1983 roku.

### Współczesne podejście

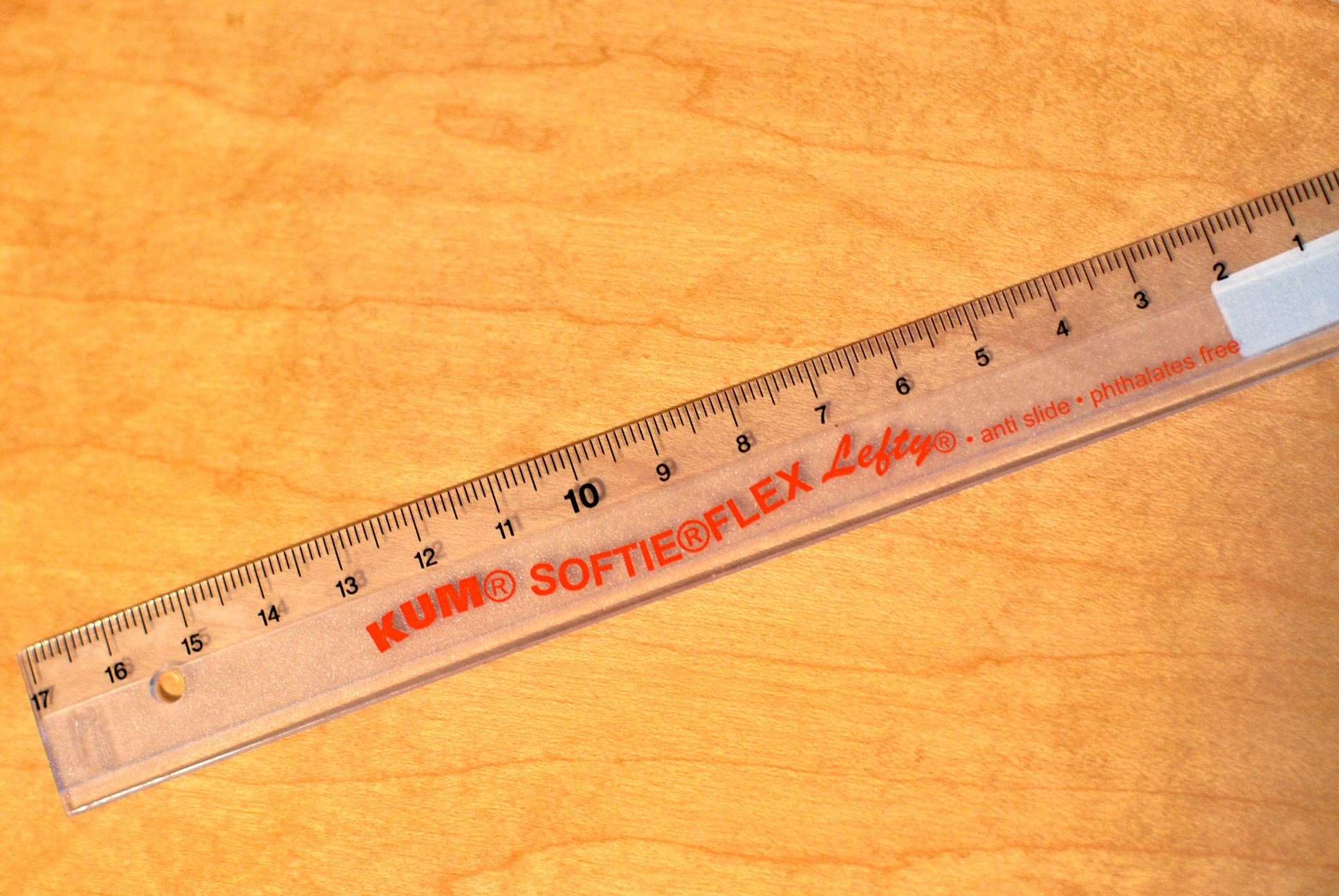
Linijka dla leworęcznych z odwrotnie zapisaną podziałką.

W 1983 roku Dorothy Bishop opublikowała wyniki badań, w których bezspornie wykazała brak zależności pomiędzy leworęcznością, a zaburzeniami neurologicznymi oraz gorszymi wynikami w nauce. Te ostatnie wynikały w dużej mierze z przymusowego „przestawiania” leworęcznych dzieci i niewłaściwego postępowania z nimi w ramach edukacji wczesnoszkolnej.
Publikacja Bishop miała bezpośredni wpływ na zmianę stosunku do leworęczności u dzieci i przyczyniła się do zaprzestania stosowania szkodliwych praktyk. W kolejnych latach odstąpiono od wywierania nacisków na leworęczne dzieci i opracowano zalecenia dydaktyczne, dotyczące ich nauki wczesnoszkolnej, między innymi: ukośne układanie zeszytu, siedzenie po lewej stronie ławki, rysowanie okręgów w kierunku odwrotnym do ruchu wskazówek zegara. Zmiana podejścia zaowocowała wyrównaniem szans edukacyjnych i zlikwidowaniem destrukcyjnych skutków przymusowej zmiany ręczności. W kolejnych latach zaprojektowano pomoce dydaktyczne dla dzieci leworęcznych, między innymi zeszyty z ukośnie drukowaną linią i odpowiednio wyprofilowane długopisy.
Nowsze badania potwierdziły brak związków między leworęcznością a gorszymi wynikami w nauce. Wykazano, że leworęczni osiągają lepsze rezultaty w zadaniach wymagających umiejętności postrzegania wzrokowo-przestrzennego niż osoby praworęczne. Statystycznie wykazują większą zdolność do nauki języków obcych. U 76% osób leworęcznych ośrodki odpowiedzialne za mowę są ulokowane w lewej półkuli mózgowej, podobnie jak u 96% osób praworęcznych. Badania przeprowadzone przez Alana Searlemana (Lawrence University) wykazały zależność między preferowaną ręcznością a zasobem słownictwa, bardziej rozwiniętym u leworęcznych. Zarazem dzieci leworęczne częściej wykazują tendencję do pisania lustrzanego liter „p”, „d” i „b” niż ich praworęczni rówieśnicy.

## Trudności osób leworęcznych

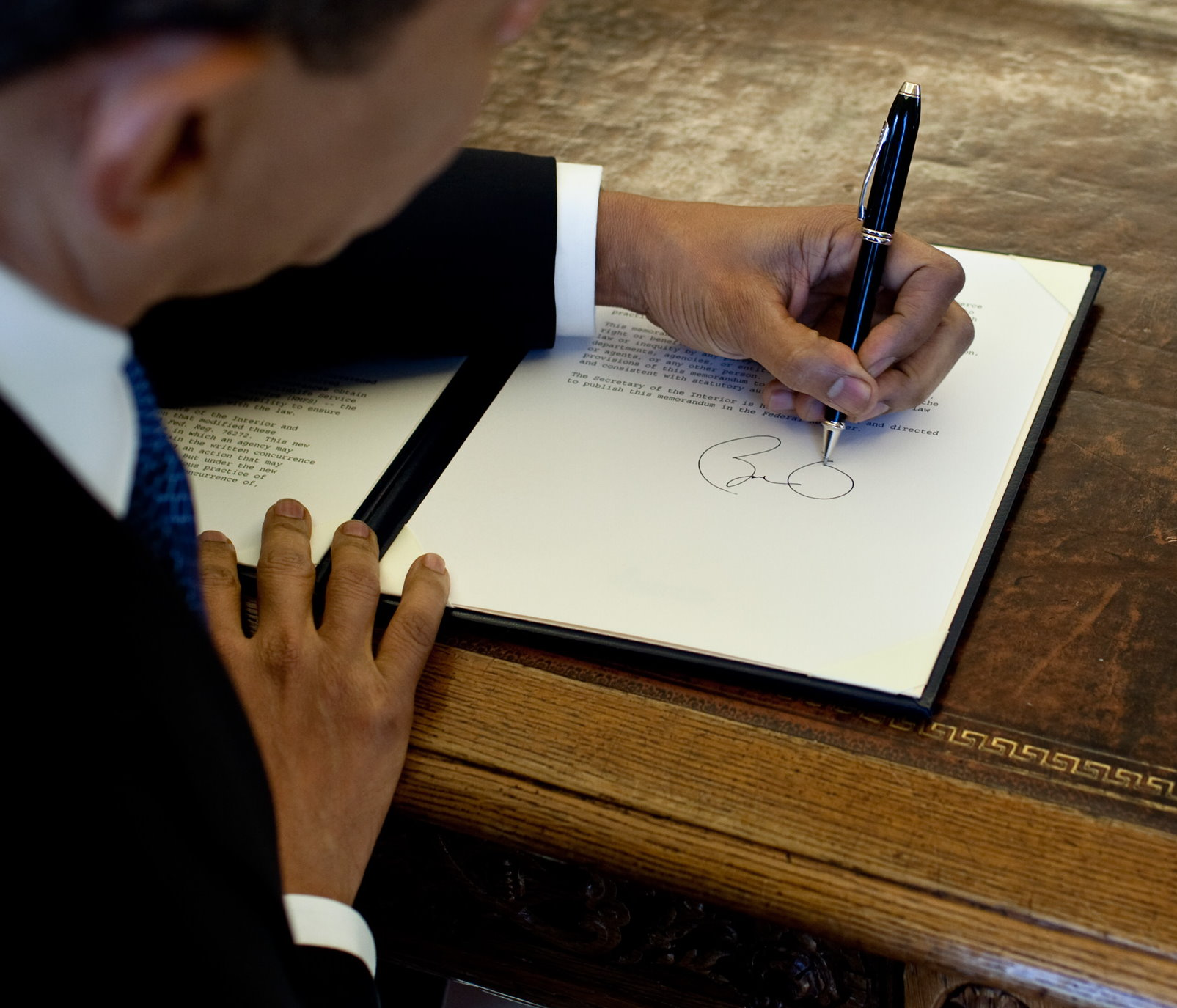
Barack Obama podpisujący dokument z dłonią ułożoną powyżej tworzonego tekstu.

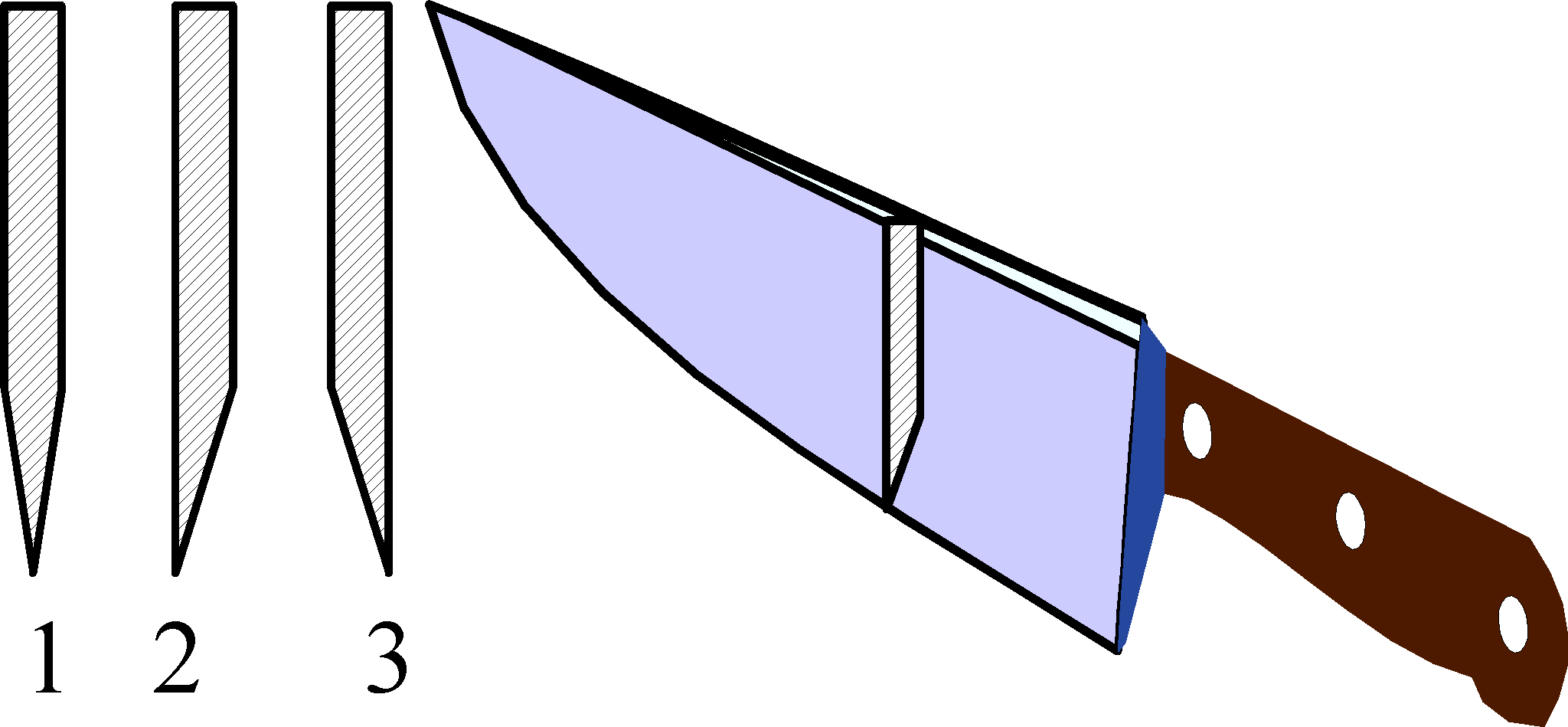
Typy ostrza noża: nr 2 dla praworęcznych, nr 3 dla leworęcznych.

### Przedmioty i codzienne czynności
Ogromna większość przedmiotów codziennego użytku została zaprojektowana przez osoby praworęczne z myślą o praworęcznych użytkownikach. Dla osób leworęcznych stają się one niefunkcjonalne lub powodują liczne trudności, wynikające z nieintuicyjnej konstrukcji. Kierunek pisma (od lewej do prawej) sprawia, że leworęczni zasłaniają dłonią ostatnio zanotowane wyrazy. W czasach używania atramentu dzieci leworęczne nie były w stanie kaligrafować, gdyż rozmazywały litery. Obecnie problem ten występuje podczas pisania piórem, dlatego osoby leworęczne zazwyczaj układają dłoń powyżej tworzonego tekstu, co rzadko obserwuje się u praworęcznych.
W XX wieku w produkcji masowej pojawiły się dostosowane dla leworęcznych przedmioty, takie jak: noże, nożyczki, narzędzia, klawiatury i myszki komputerowe, zeszyty ze skośną linią dla dzieci oraz przyrządy geometryczne, gdyż w tradycyjnych linijkach i kątomierzach cyfry i liczby na podziałce były zakrywane dłonią i tym samym niemożliwe do odczytania.

### Zmuszanie do praworęczności
Osoby wychowane w latach, kiedy zjawisko było powszechne lub żyjące w krajach, gdzie wciąż jest praktykowane, są narażone na negatywne skutki praktyki, które utrzymują się przez całe życie. Może być to: dysgrafia, dysleksja, dysortografia, gorsze wyniki w nauce i zniechęcenie do edukacji. Zmiana naturalnych predyspozycji nie jest możliwa, zatem osoby zmuszane do praworęczności posługują się mniej sprawną dłonią, co ma negatywny wpływ na wszystkie wykonywane czynności, zaburza orientację w schemacie ciała, wywołuje problemy z małą motoryką, a także gorszą orientację w terenie czy mylenie kierunków. Stres wynikający z presji i nacisków ma destrukcyjny wpływ na rozwój dzieci. Powoduje płaczliwość, napady agresji, kłopoty ze snem, zmęczenie niepotrzebnym i często bezowocnym wysiłkiem, zaburzenia o charakterze nerwicowym, a w skrajnych przypadkach: jąkanie, moczenie nocne i wycofanie społeczne.
Tym samym zmuszanie do praworęczności jest jednoznaczne z gorszym startem edukacyjnym, który z kolei przekłada się na rozwój zawodowy dorosłych. Z badań przeprowadzonych przez prof. Joshuę Goodmana, ekonomistę Uniwersytetu Harvarda, wynika, że osoby leworęczne, mieszkające w Stanach Zjednoczonych i Wielkiej Brytanii, zarabiają średnio 10% mniej niż praworęczni. Badania obejmowały dane z ostatnich 40 lat, a więc nakładały się na czas, kiedy na rynku pracy aktywne były osoby pobierające edukację w czasach powszechnego „przestawiania” na praworęczność i doświadczyły jej negatywnych skutków.

## Kultura, język i przesądy

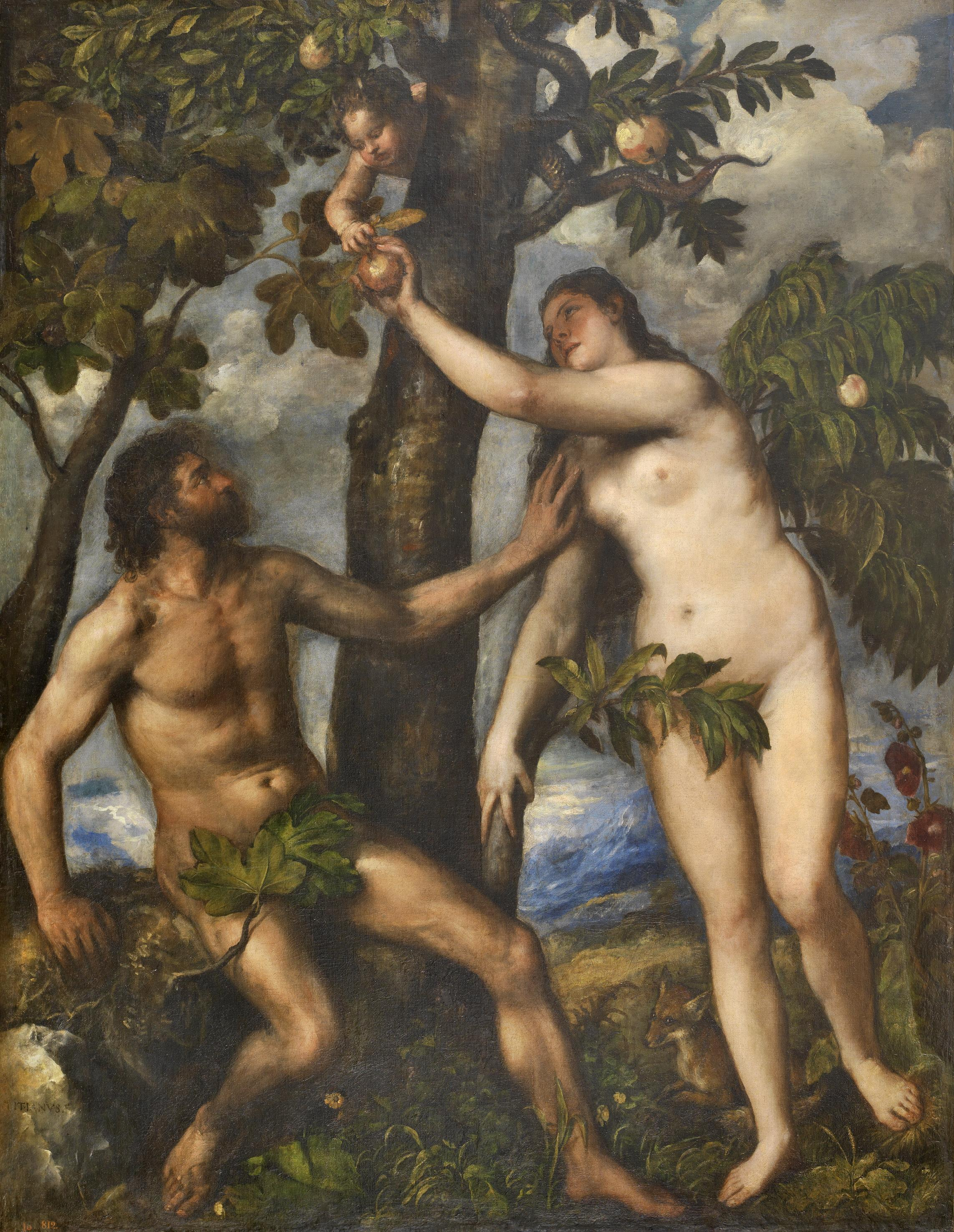
Obraz Tycjana „Adam i Ewa”. Ewa zrywa jabłko lewą dłonią, stojąc po lewej stronie Adama.

W niektórych kulturach leworęczność jest postrzegana jako „gorsza”, co znajduje odzwierciedlenie w języku i obyczajach.

### Teksty religijne iprzesądy
Do powyższego zjawiska mogły przyczynić się teksty religijne i wynikające z nich przesądy. W „Biblii” prawa ręka przywołana jest stukrotnie, zawsze w kontekście pozytywnym, zaś lewa 25 razy, zawsze negatywnie. W przypowieści o owcach i kozłach, dobre i zbawione osoby Chrystus ustawia po swojej prawej stronie, zaś złe i potępione po lewej. Z tego powodu w średniowiecznej Europie uważano leworęcznych za wysłanników diabła i szykanowano. Wierzono, że klątwy czarownic rzucane są lewą ręką, czyli tą samą, którą szatan witał się ze swoimi wyznawcami, a osoby leworęczne były nieakceptowane w społeczeństwie i mogły być podejrzewane o czary.
Analogiczna symbolika charakteryzuje malarstwo zainspirowane motywami religijnymi. Na tryptyku Hansa Memlinga „Sąd Ostateczny” oraz obrazie Hieronima Boscha „Sąd ostateczny” po prawej stronie Chrystusa znajdują się zbawieni, po lewej potępieńcy w piekle. Ponadto na rycinach religijnych szatan bywał przedstawiony jako istota leworęczna lub przynajmniej dzierżył w lewej dłoni insygnia władzy. Na obrazie Hugona van der Goesa „Grzech pierworodny” (będącym fragmentem dyptyku „Ołtarz wiedeński”) symbolizująca grzech Ewa stoi po lewej stronie Adama i zrywa zakazany owoc lewą dłonią. Identycznie scena została przedstawiona na obrazie Tycjana „Adam i Ewa”. Jacopo Tintoretto na obrazie „Grzech pierworodny” przedstawił Ewę, podającą Adamowi jabłko, jako leworęczną.
W prawosławnych ikonach również występuje symbolika kierunków. Prawa ręka odnosi się do życia wiecznego, błogosławieństw i chwały, zaś lewa do pokus oraz ziemskich pragnień.

### Semantyka
Do piętnowania leworęczności w znacznym stopniu przyczynia się terminologia, związana z kierunkami. W wielu językach przymiotnik „prawy” wskazuje na właściwości społecznie aprobowane i pożądane, w odróżnieniu od przymiotnika „lewy”, który w języku polskim kojarzy się z rzeczami budzącymi sprzeciw lub nieuczciwością. Znajduje to odzwierciedlenie we frazeologii i przysłowiach, takich jak: „wstanie z łóżka lewą nogą”, „lewe interesy” lub określenie „mieć dwie lewe ręce”, opisujące osoby leniwe. Lewizna to pieniądze zarobione niezgodnie z prawem lub nielegalna praca.
W języku angielskim słowo „right” oznacza zarówno prawą stronę, jak i poprawną odpowiedź (ang. right answer), właściwą decyzję (right decision), wyrażenie zgody lub potwierdzenie, że wszystko jest w porządku (all right). Zarazem termin „left”, oznaczający lewo, używany jest w kontekście negatywnym (np. left-handed compliment, dosłownie: leworęczny komplement, faktycznie będący obrazą).
W języku francuskim termin „gauche” oznacza lewy, a także: wypaczony, niezdarny, nietaktowny. Francuskie wyrażenie: „être marié de la main gauche”, to pejoratywne określenie osób, które wbrew normom społecznym nie zawarły związku małżeńskiego. Pierwotnie tyczyło się mezaliansu, gdyż podczas ceremonii ślubnej mężczyzna poślubiający kobietę z niższego stanu trzymał ją za lewą dłoń, a nie jak powszechnie czyniono za prawą.
W języku rosyjskim wyrażenie „ты прав” (wym. ty praw), używane wobec osoby mającej rację, podobnie jak angielska terminologia, nawiązuje do prawej strony. Ta sama geneza dotyczy terminów: poprawny (правильный, wym. prawilnyj) i słuszny (правый, wym. prawyj). Określenie „lewyj” (левый), analogicznie jak w języku polskim, często odnosi się do rzeczy nielegalnych, np. handlowania w niezgodny z prawem sposób, kradzieży, prowadzenia działalności gospodarczej bez dokumentacji i faktur (np. продавать налево, левачить).

## Lewostronność w świecie zwierząt
Preferowanie lewej lub prawej kończyny nie charakteryzuje wyłącznie człowieka, ale występuje powszechnie w świecie zwierząt. Z badań Instytutu Neurobiologii Poznawczej uniwersytetu w Bochum, które objęły 119 gatunków kręgowców wynika, że 51% wykazuje stronność, z czego 16% na poziomie indywidualnych osobników, a 31% na poziomie populacji. U niektórych gatunków odsetek lewostronnych osobników jest znacznie wyższy niż u ludzi, np. u kangurów, szympansów, psów, kotów i niektórych ptaków.
32% psów woli używać prawej łapy, 31% lewej, a 37% nie sprawia to różnicy. 75% kotów wykazuje preferencje w zakresie używania łapy, z czego 36% woli lewą. Stronność u kotów jest silnie sprzężona z płcią. Większość kotek preferuje prawą łapę, zaś samce lewą. Z badań kangurów szarych i kangurów rudych wynika, że na poziomie populacji preferują one używanie lewej łapy do jedzenia, dotykania i pozostałych czynności, a rozkład statystyczny u dwunożnych torbaczy, jest odwrotny niż u ludzi (prawie wszystkie wolą lewą).
Wybory w zakresie strony można zaobserwować również u ptaków. Dotyczą: preferowanego (zazwyczaj silniejszego) skrzydła, techniki jedzenia, kierunku zataczania kół w powietrzu podczas lotu. Część krzyżodziobów wydłubuje nasiona z szyszek uderzając dziobem od lewej strony, inne od prawej, uprzednio obchodząc szyszkę w kierunku zgodnym z ruchem wskazówek zegara lub przeciwnym. Z badań zachowania australijskich papug, przeprowadzonych przez Uniwersytet Macquarie w Sydney, wynika, że część tych ptaków woli używać lewego oka i lewej stopy, przy czym istnieje wyraźna zależność pomiędzy okiem wykorzystywanym do oglądania pożywienia, a stopą do jego chwytania. Lewostronność u papug okazała się znacznie wyższa niż u ludzi i wynosiła 47% badanej populacji.
Z badań przeprowadzonych na ośmiornicach wynika, że preferencje w zakresie kończyny występują również u tych zwierząt, które posiadają ich więcej. Ośmioramienne ośmiornice posiadały wyraźną tendencję do sięgania po przedmiot jednym z ramion, zlokalizowanym po lewej lub prawej stronie ciała, i używały go częściej niż pozostałych.